# دن هورن
دن هورن (به هلندی: Den Hoorn) یک منطقهٔ مسکونی در هلند است که در تسل واقع شده‌است.